# Zythologie

In de bruingeel gekleurde gebieden wordt vooral bier gedronken

Zythologie is een samenstelling van de Griekse woorden zythos ("bier") en logos ("studie van"). Een zytholoog is een kenner van bier en houdt zich bezig met het brouwen en proeven van bier. Ook weet de zytholoog, net als de sommelier bij wijn, welk bier het beste past bij bepaalde gerechten.
In landen met een rijke bierhistorie, zoals België, kan een opleiding tot zytholoog worden gevolgd. Deze opleiding gaat over de geschiedenis, het brouwen en het degusteren van bier. Ook in Nederland kunnen opleidingen tot biersommelier (zytholoog of bierkenner) gevolgd worden. Jaarlijks studeren in beide landen enkele tientallen zythologen af.

## Nederland en België
In België wordt de titel Zytholoog gebruikt, in Nederland is dit de titel Internationaal Biersommelier. Nederland heeft anno 2024 reeds meer dan 400 gecertificeerde internationale biersommeliers. Zij hebben de bieropleiding StiBON met goed gevolg afgelegd, waarbij niveau 1 en niveau 2 in Nederland worden gegeven. Voor niveau 3 gaat men naar Obertrum, Oostenrijk, om daar het laatste deel van de opleiding te volgen.
De gecertificeerde internationale biersommeliers zijn verenigd in het "Nederlands Gilde der Biersommeliers" (NGBS). Dit gilde verzorgt verder training, excursie, workshops en het Nederlands Kampioenschap. In 2018 was Pepijn van der Waa de eerste Nederlands Kampioen. Hij werd in 2022 opgevolgd door Hubert Hecker, biersommelier bij De Nieuwe Winkel in Nijmegen. Dennis Kort won in 2023.

## Oorsprong
Zythos vzw introduceerde het begrip zytholoog. Het was in feite Jef Van den Steen, een Belgisch zytholoog, die deze term in het leven riep. Zythos vzw is de Belgische bierconsumentenvereniging. Ze zet zich in voor de Belgische biercultuur en waakt over de belangen van de consument. 